# Bollywood Movie Award/Bester Dialog
Der Bollywood Movie Award Best Dialogue ist eine Kategorie des jährlichen Bollywood Movie Awards für indische Filme in Hindi.
Liste der Preisträger:
| Jahr | Film                | Gewinner        |
| ---- | ------------------- | --------------- |
| 1999 | kein Preis          | kein Preis      |
| 2000 | kein Preis          | kein Preis      |
| 2001 | kein Preis          | kein Preis      |
| 2002 | kein Preis          | kein Preis      |
| 2003 | kein Preis          | kein Preis      |
| 2004 | kein Preis          | kein Preis      |
| 2005 | kein Preis          | kein Preis      |
| 2006 | kein Preis          | kein Preis      |
| 2007 | Lage Raho Munnabhai | Rajkumar Hirani |